# Rising Star (Texas)
Rising Star ist eine Stadt im Eastland County des Bundesstaats Texas der Vereinigten Staaten. Das U.S. Census Bureau hat bei der Volkszählung 2020 eine Einwohnerzahl von 756 ermittelt.

## Geografie
Die Stadt liegt am U.S. Highway 183, etwa 90 Kilometer südöstlich von Abilene im Südwesten des Eastland Countys und hat eine Gesamtfläche von 4,3 km².

## Geschichte
Die Anfänge der Stadt liegen im Jahr 1876, als sechs Familien aus dem Gregg County sich hier niederließen. 1878 kam das erste Postbüro und der Ort wurde Copperas Creek genannt. 1880 wurde der Ort in Rising Star umbenannt. 1889 gab es in dem Ort bereits fünf Geschäfte und drei Ärzte. Einen weiteren Aufschwung erfuhr die Stadt 1909 durch Erdölfunde. Der Boom hielt jedoch nur bis 1920.

## Demografische Daten
Nach der Volkszählung im Jahr 2000 lebten hier 835 Menschen in 345 Haushalten und 212 Familien. Die Bevölkerungsdichte betrug 191,9 Einwohner pro km². Ethnisch betrachtet setzte sich die Bevölkerung zusammen aus 93,65 % weißer Bevölkerung, 0,24 % Afroamerikanern, 0,36 % amerikanischen Ureinwohnern, 0,12 % Asiaten, 0,00 % Bewohnern aus dem pazifischen Inselraum und 2,87 % aus anderen ethnischen Gruppen. Etwa 2,75 % waren gemischter Abstammung und 6,23 % der Bevölkerung waren spanischer oder lateinamerikanischer Abstammung.
Von den 345 Haushalten hatten 24,6 % Kinder unter 18 Jahre, die im Haushalt lebten. 48,1 % davon waren verheiratete, zusammenlebende Paare. 9,0 % waren allein erziehende Mütter und 38,3 % waren keine Familien. 35,1 % aller Haushalte waren Singlehaushalte und in 21,2 % lebten Menschen, die 65 Jahre oder älter waren. Die Durchschnittshaushaltsgröße betrug 2,30 und die durchschnittliche Größe einer Familie belief sich auf 2,98 Personen.
23,7 % der Bevölkerung waren unter 18 Jahre alt, 6,8 % von 18 bis 24, 22,6 % von 25 bis 44, 22,4 % von 45 bis 64, und 24,4 % die 65 Jahre oder älter waren. Das Durchschnittsalter war 43 Jahre. Auf 100 weibliche Personen aller Altersgruppen kamen 88,1 männliche Personen. Auf 100 Frauen im Alter von 18 Jahren und darüber kamen 83 Männer.
Das jährliche Durchschnittseinkommen eines Haushalts betrug 19.118 US-Dollar (USD), das Durchschnittseinkommen einer Familie 30.000 USD. Männer hatten ein Durchschnittseinkommen von 22.750 USD gegenüber den Frauen mit 15.625 USD. Das Prokopfeinkommen betrug 11.636 USD. 24,4 % der Bevölkerung und 19,4 % der Familien lebten unterhalb der Armutsgrenze. Davon waren 33,7 % Kinder und Jugendliche unter 18 Jahren und 25,0 % waren 65 oder älter.